# Helena Rubinstein
Helena Rubinstein, nacida Chaja Rubinstein, (Cracovia, Polonia; 25 de diciembre de 1872 - Nueva York, Estados Unidos; 25 de diciembre de 1872 -1 de abril de 1965) fue una empresaria, coleccionista de arte y filántropa polaca. Fue la fundadora de la empresa de cosméticos Helena Rubinstein Incorporated en los Estados Unidos, que la convirtió en una de las mujeres más ricas del mundo.

## Biografía

### Primeros años
Chaja Rubinstein fue la mayor de ocho hijas, del matrimonio formado por los judíos polacos, Augusta Shaindel Rubinstein y Horace Hertz Rubinstein, quien era tendero en la ciudad de Cracovia en la Pequeña Polonia, que se convirtió en parte del Imperio austrohúngaro después de las particiones de Polonia a finales del siglo XVIII. El filósofo existencialista Martin Buber era su primo y también era prima de la madre de Ruth Rappaport.

### Mudanza a Australia
Rubinstein emigró a Australia en 1902, sin dinero y con pocos conocimientos de inglés. Sin embargo, su ropa elegante y su pálida tez no pasaron desapercibidas entre las damas de la ciudad y pronto encontró entusiastas compradoras para los frascos de crema de belleza que llevaba en su equipaje. Descubrió un mercado potencial que podía hacer suyo. Afortunadamente para Rubinstein, el ingrediente clave de la crema, la lanolina, estaba a la mano.
Coleraine, en la región occidental de Victoria, donde su tío era comerciante, podía haber sido un «lugar horrible», pero era el hogar de unos 75 millones de ovejas que secretaban abundantes cantidades de grasa de lana o cera de lana, químicamente conocida como lanolina. Estas ovejas eran la riqueza de la nación y las vastas muchedumbres de merinos del distrito Oeste producían la mejor lana de la región. Para disfrazar el acre olor de la lanolina, Rubinstein experimentó con lavanda, corteza de pino y nenúfares.
Rubinstein tuvo un disgusto con su tío y después de una temporada como institutriz rural, comenzó a trabajar como camarera en los salones de té de Winter Garden en Melbourne. Allí encontró a un admirador dispuesto a aportar los fondos para lanzar su Crème Valaze, que supuestamente incluía hierbas importadas «de los Montes Cárpatos». Con un costo de diez peniques y vendida por seis chelines, salía de los estantes tan rápido como podían empacarla en frascos. Conocida por sus clientes solamente como Helena, Rubinstein pronto pudo darse el lujo de abrir un salón en la moderna Collins Street, vendiendo el glamour como ciencia a clientes cuya piel era «diagnosticada» y a quienes se les «recetaba» el tratamiento adecuado.
Sídney fue la siguiente meta y en cinco años las operaciones australianas eran lo suficientemente rentables como para financiar un Salón de Beauté Valaze en Londres. Rubinstein formó una de las primeras compañías cosméticas del mundo. Su empresa comercial demostró ser inmensamente exitosa y más adelante en la vida utilizó su enorme riqueza para apoyar instituciones de caridad en los campos de la educación, el arte y la salud.
Rubinstein expandió rápidamente su operación. Su hermana Ceska asumió la operación de la tienda de Melbourne en 1908, cuando, con 100 000 dólares, Rubinstein se mudó a Londres y comenzó lo que se convertiría en una empresa internacional.

### Matrimonio e hijos

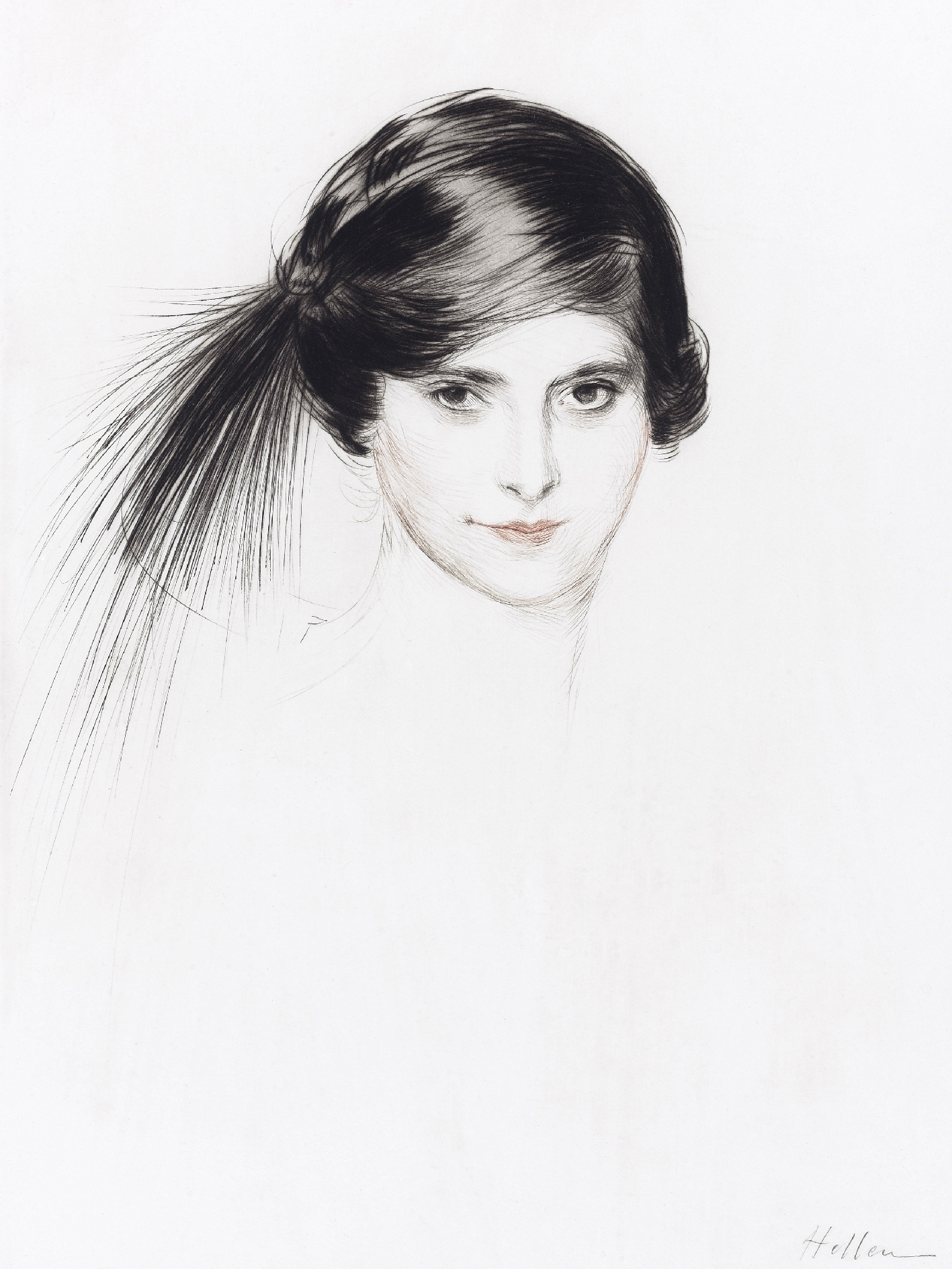
Helena Rubinstein por Paul César Helleu (1908)

Se casó con el periodista estadounidense de origen polaco Edward William Titus en 1908 en Londres. Tuvieron dos hijos, Roy Valentine y Horace. Finalmente se mudaron a París, donde abrió un salón en 1912. Su esposo ayudó a escribir la publicidad y creó una pequeña editorial que publicó El amante de Lady Chatterley y contrató a Samuel Putnam para traducir las memorias de la famosa modelo Kiki.
Rubinstein organizaba cenas lujosas y se hizo famosa por sus ocurrencias, como cuando un embajador francés ebrio expresó su virulencia hacia Edith Sitwell y su hermano Sacheverell diciendo: «¡Vos ancêtres ont brûlé Jeanne d'Arc!» Rubinstein, que sabía muy poco francés, le preguntó a un invitado qué había dicho el embajador. Él contestó: «Tus antepasados quemaron a Juana de Arco». Rubinstein respondió: «Bueno, alguien tenía que hacerlo». En otra fiesta, Marcel Proust le preguntó qué maquillaje usaría una duquesa. Ella lo despidió sumariamente porque «olía a naftalina». Rubinstein recordó más tarde: «¿Cómo iba a saber que iba a ser famoso?»

### Mudanza a Estados Unidos
Al estallar la Primera Guerra Mundial, el matrimonio se mudó a Nueva York y ella abrió un salón de cosméticos en 1915, el precursor de una cadena que se extendió por todo el país. Este fue el comienzo de su feroz rivalidad con la otra gran dama de la industria cosmética, Elizabeth Arden. Tanto Rubinstein como Arden, que murieron con dieciocho meses de diferencia, fueron escaladoras sociales y ambas eran muy conscientes de la eficacia del marketing y el empaquetado de lujo, del atractivo de esteticistas con uniformes impecables, el valor del aval de las celebridades, la percepción del precio basado en el valor y la promoción de la pseudociencia del cuidado de la piel.
Rubinstein asumió la fabricación y distribución mayorista de sus productos desde 1917. El «Día de la Belleza» en los diversos salones se convirtió en un gran éxito. El supuesto retrato de Rubinstein en la publicidad era de un modelo de mediana edad con apariencia gentil.
Vendió el negocio estadounidense a Lehman Brothers por 7.3 millones de dólares —equivalente a 88 millones en 2007— en 1928. Después de la llegada de la Gran Depresión, compró de vuelta las acciones casi sin valor por menos de un millón y finalmente convirtió las acciones en valores de varios millones de dólares, estableciendo salones y puntos de venta en casi una docena de ciudades estadounidenses. Su spa en el 715 de la Quinta Avenida, incluía un restaurante, un gimnasio y alfombras diseñadas por el pintor Joan Miró. También le encargó al artista Salvador Dalí diseñar un polvo compacto y realizarle un retrato.

### Divorcio y segundo matrimonio

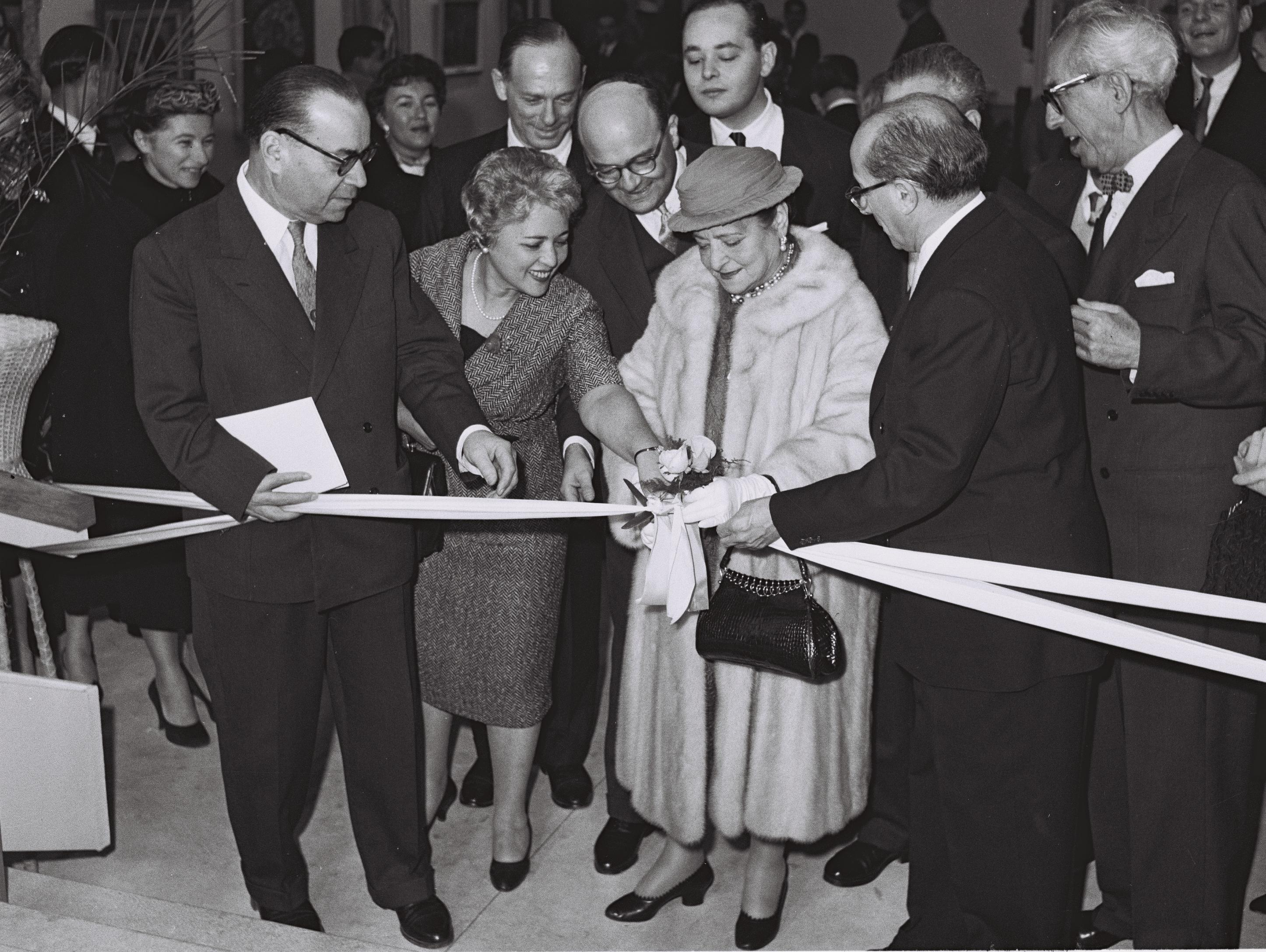
Helena Rubinstein en el Museo de Arte de Tel Aviv en 1959

Liberada de sus antiguos votos matrimoniales, Helena se casó con el príncipe Artchil Gourielli-Tchkonia en 1938 (a veces escrito Courielli-Tchkonia), cuyo reclamo matrilineal de pertenecer a la nobleza georgiana era algo turbio. Había nacido miembro de la noble familia Tchkonia de Guria, sin títulos nobiliarios, pero el ambicioso joven se apropió del título genuino de su abuela, la princesa Gourielli.
El autoproclamado príncipe tenía veintitrés años menos que Rubinstein. Ansiosa por obtener un título nobiliario, Rubinstein persiguió al apuesto joven, llegando a nombrar una línea masculina de cosméticos en su honor. Algunos afirmaron que el matrimonio fue una estratagema de marketing, que incluía la posibilidad de que Rubinstein se hiciera nombrar Helena, princesa Gourielli.
Multimillonaria de contrastes, Rubinstein llevaba su propio almuerzo al trabajo y era muy frugal en muchos aspectos, pero compraba ropa de alta costura y valiosas obras de arte y muebles. En cuanto al arte, fundó el Pabellón de Arte Contemporáneo Helena Rubinstein en Tel Aviv y estableció la beca de arte itinerante Helena Rubinstein en Australia en 1957. Estableció la fundación filantrópica Helena Rubinstein Foundation en 1953, para proporcionar fondos a organizaciones especializadas en salud, investigación médica y rehabilitación, así como a la America-Israel Cultural Foundation y becas para israelíes.
Representó a la industria cosmética estadounidense en la Exposición Nacional Estadounidense en Moscú en 1959.
A partir de 1958, se concedió anualmente un Premio Rubinstein de 300 £ para los retratos de artistas australianos. Entre los galardonados se incluyen Frank Hodgkinson 1958; Charles Blackman 1960; William Boissevain 1961; Margaret Olley 1962; Vladas Meskenas 1963; Judy Cassab 1964, 1965; Jack Carington Smith 1966.
Llamada madame por sus empleados, continuó siendo activa en la corporación durante toda su vida, incluso desde su lecho de enferma, atendió a la compañía junto con sus familiares.